# Marilyn Knowlden
Marilyn Knowlden (ur. 12 maja 1926 w Oakland w stanie Kalifornia) – amerykańska aktorka dziecięca występująca w hollywoodzkich filmach z lat 30. XX wieku. Jedna z ostatnich żyjących aktorek tego okresu.
Zaczęła się pojawiać w filmach w 1931 roku jako 5-letnia dziweczynka. W ciągu kolejnych 10 lat zagrała aż w około 30 produkcjach; zazwyczaj kreowała postać głównej bohaterki w dzieciństwie lub córki głównych bohaterów. Wzięła udział w wielu filmach które przeszły do historii kina, a 6 z nich było nominowanych do Oscara w kategorii Najlepszego filmu roku: Małe kobietki (1933), Imitacja życia (1934), David Copperfield (1935), Nędznicy (1935), Anthony Adverse (1936) i Guwernantka (1940). Na ekranie partnerowała legendarnym aktorom; m.in.: Katharine Hepburn, Claudette Colbert, Charles Laughton, James Cagney, Olivia de Havilland, Bette Davis. W dorosłym życiu nie związała się z przemysłem filmowym. Poświęciła się głównie muzyce tworząc teksty piosenek i sztuk muzycznych.

## Filmografia
- Zdobywcy (1932) jako Frances Lennox (w dzieciństwie)
- Świat się zmienia (1933) jako Selma (w dzieciństwie)
- Małe kobietki (1933) jako koleżanka z klasy Amy
- Imitacja życia (1934) jako Jessie Pullman (w wieku 8 lat)
- David Copperfield (1935) jako Agnes Wickfield (w dzieciństwie)
- Nędznicy (1935) jako Cosette (w dzieciństwie)
- Buntowniczka (1936) jako Flora (w wieku 9 lat)
- Anthony Adverse (1936) jako Florence Udney (w dzieciństwie)
- Statek komediantów (1936) jako Kim (w dzieciństwie)
- Maria Antonina (1938) jako księżniczka Maria Teresa
- Aniołowie o brudnych twarzach (1938) jako Laury (w dzieciństwie)
- Guwernantka (1940) jako Marianna Van Horn